# Saint-Étienne-de-Lugdarès
Saint-Étienne-de-Lugdarès – miejscowość i gmina we Francji, w regionie Owernia-Rodan-Alpy, w departamencie Ardèche.
Według danych na rok 1990 gminę zamieszkiwało 436 osób, a gęstość zaludnienia wynosiła 9 osób/km² (wśród 2880 gmin regionu Rodan-Alpy Saint-Étienne-de-Lugdarès plasuje się na 1202. miejscu pod względem liczby ludności, natomiast pod względem powierzchni na miejscu 66.).

## Populacja

Populacja Saint-Étienne-de-Lugdarès w latach 1962-2008